# Cantone di Blangy-sur-Bresle
Il Cantone di Blangy-sur-Bresle era una divisione amministrativa dell'arrondissement di Dieppe.
È stato soppresso a seguito della riforma complessiva dei cantoni del 2014, che è entrata in vigore con le elezioni dipartimentali del 2015.
Comprendeva i comuni di
- Aubermesnil-aux-Érables
- Bazinval
- Blangy-sur-Bresle
- Campneuseville
- Dancourt
- Fallencourt
- Foucarmont
- Guerville
- Hodeng-au-Bosc
- Monchaux-Soreng
- Nesle-Normandeuse
- Pierrecourt
- Réalcamp
- Rétonval
- Rieux
- Saint-Léger-aux-Bois
- Saint-Martin-au-Bosc
- Saint-Riquier-en-Rivière
- Villers-sous-Foucarmont